# Puntkous

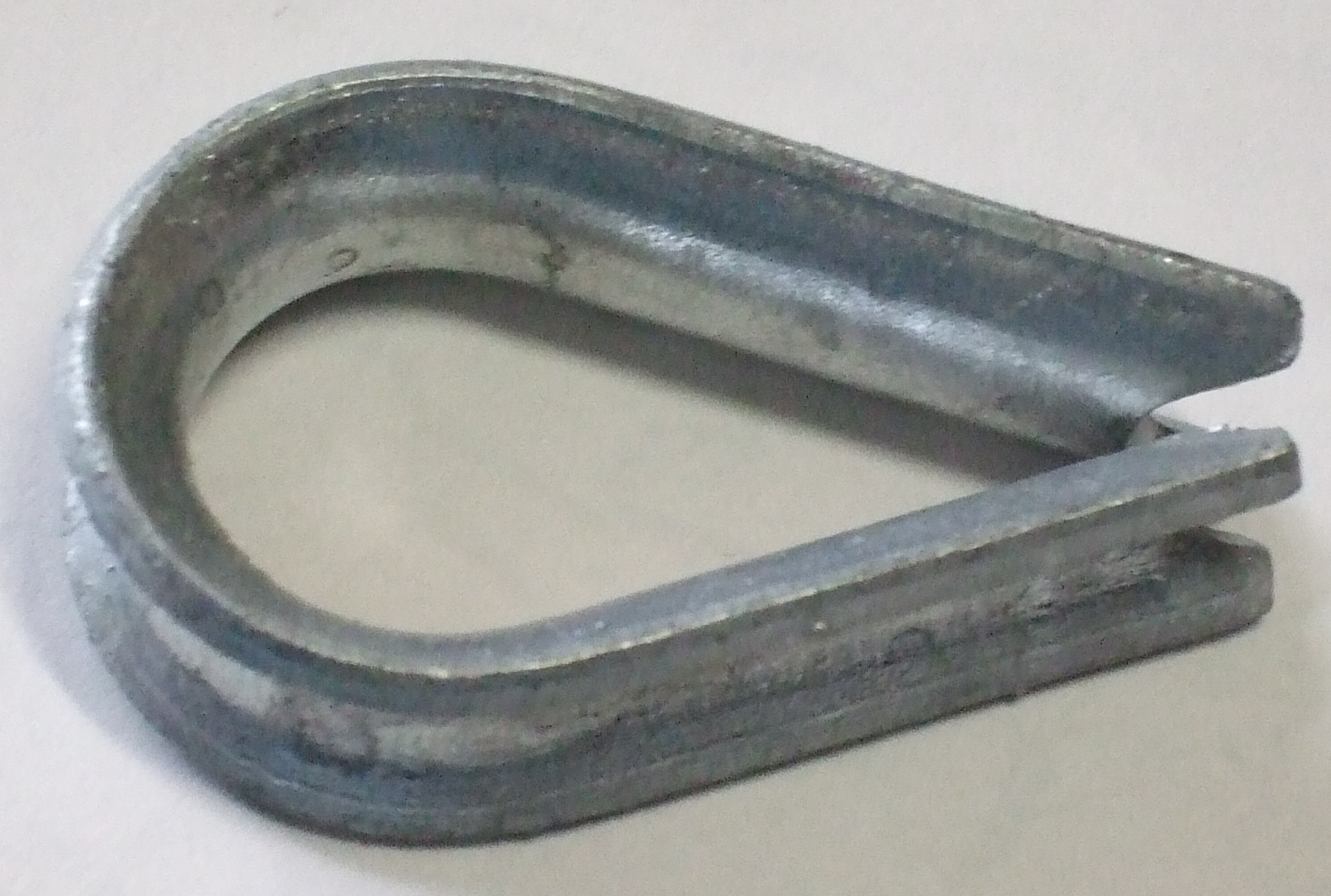
touwkous

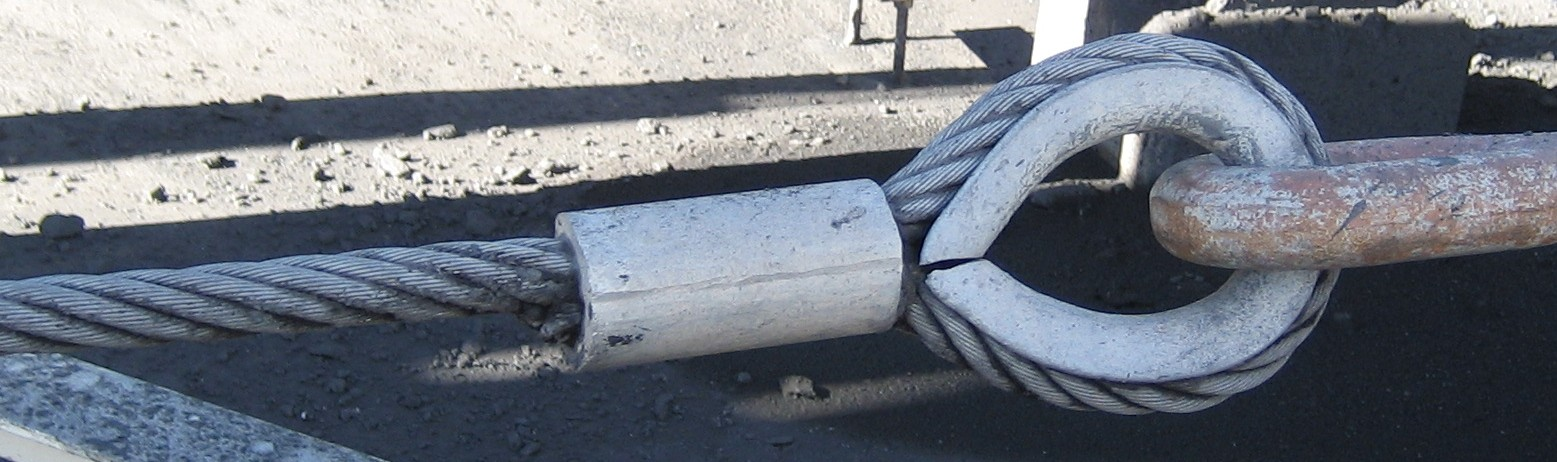
staalkabel met puntkous en persklem

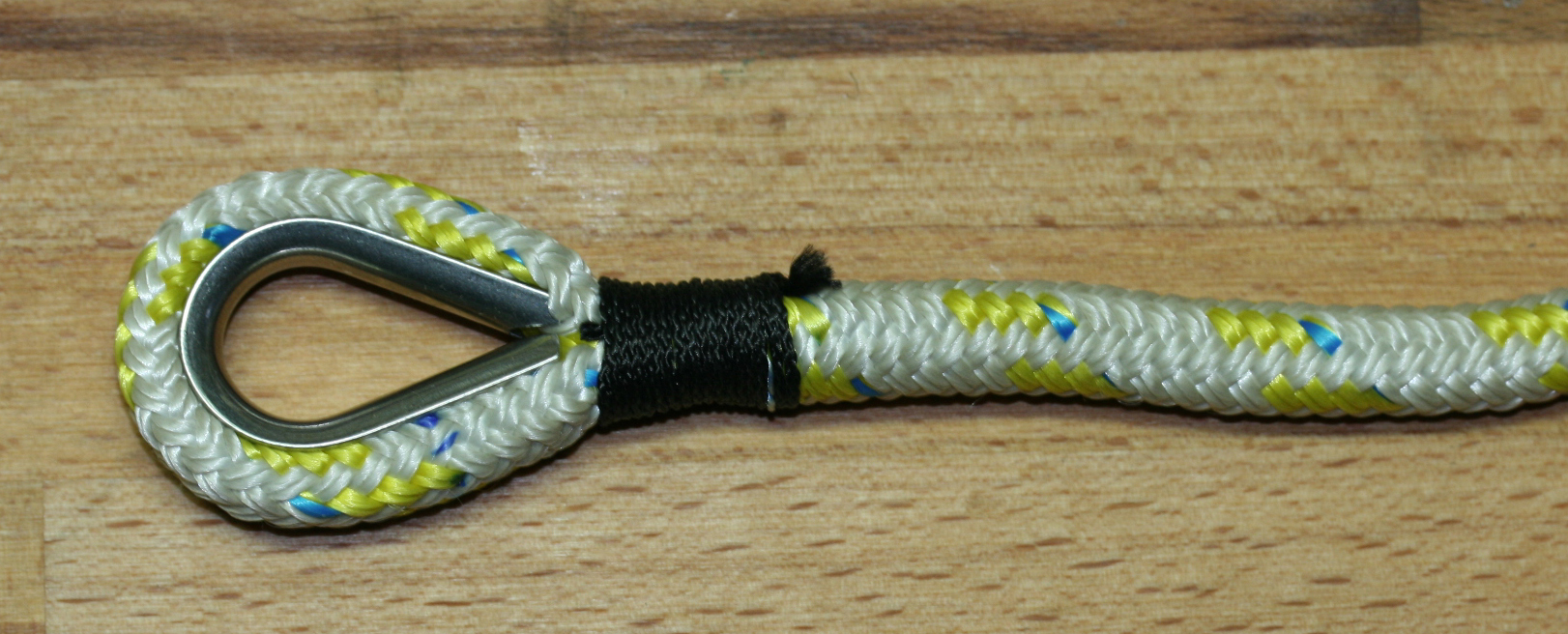
touw met oogsplits met betakeling en puntkous

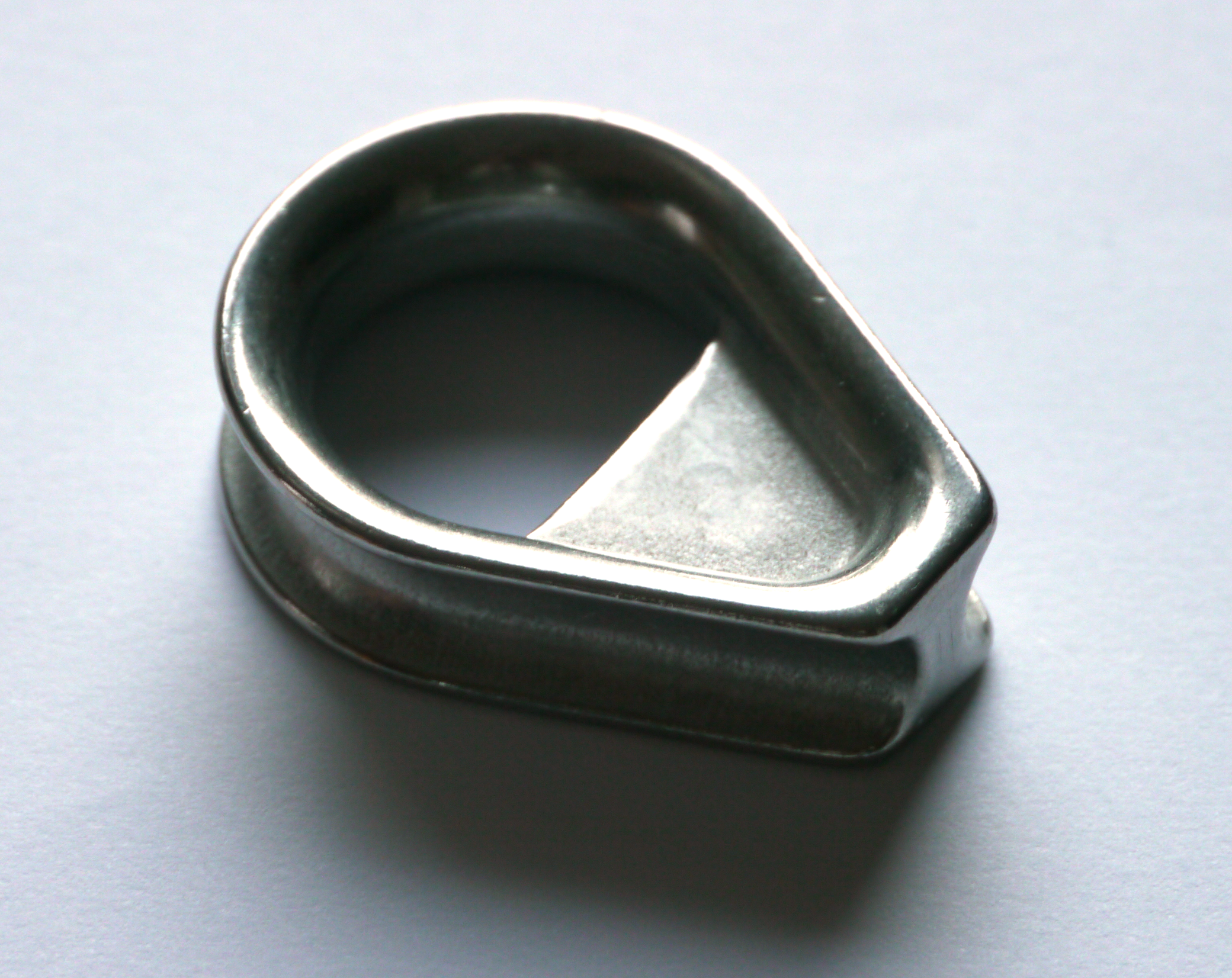
Een extra versterkte puntkous, met tussenschot

Een puntkous, soms ook wel kabelkous of kabeloog genoemd, is een druppelvormig gebogen, meestal metalen voorwerp dat bedoeld is om in een oog aan het uiteinde van een staalkabel of kunststof touw aangebracht te worden.
Het verschil tussen een touwkous en een kous voor staalkabel is dat bij de laatste de punten tegen elkaar komen en bij een touwkous blijven ze korter.
De puntkous heeft meerdere functies: het voorkomt slijtage van het touw of de kabel, het voorkomt een te scherpe knik in het uiteinde van de kabel met extra kans op beschadiging, en het houdt de opening van het oog open.